# 電子署名等に係る地方公共団体情報システム機構の認証業務に関する法律
電子署名等に係る地方公共団体情報システム機構の認証業務に関する法律（でんししょめいとうにかかるちほうこうきょうだんたいじょうほうシステムきこうのにんしょうぎょうむにかんするほうりつ、平成14年12月13日法律第153号）は、公的個人認証サービスに関する日本の法律である。通称は公的個人認証法。かつては電子署名に係る地方公共団体の認証業務に関する法律という題名であった。
法令番号は平成14年法律第153号、2002年（平成14年）12月13日に公布された。

## 主務官庁
- 総務省自治行政局地域政策課地域情報政策室

デジタル庁省庁業務サービスグループ、法務省民事局商事課と連携して執行にあたる。

## 構成
- 第1章 総則（第1条・第2条）
- 第2章 認証業務
  - 第1節 署名認証業務
    - 第1款 署名用電子証明書（第3条―第16条）
    - 第2款 署名検証者等に対する署名用電子証明書失効情報等の提供（第17条―第21条）

  - 第2節 利用者証明認証業務
    - 第1款 利用者証明用電子証明書（第22条―第35条）
    - 第2款 利用者証明検証者に対する利用者証明用電子証明書失効情報等の提供（第36条―第38条）

  - 第3節 認証事務管理規程等（第39条―第43条）
- 第3章 認証業務情報等の保護（第44条―第64条）
- 第4章 雑則（第65条―第72条）
- 第5章 罰則（第73条―第79条）
- 附則